# Charles Collignon
Charles Edgard Collignon (ur. 7 września 1877 w Paryżu, zm. 19 lipca 1925) – francuski szermierz, złoty medalista olimpijski.
Na igrzyskach olimpijskich w Londynie w 1908 roku wspólnie z Alexandre’em Lippmannem, Gastonem Alibertem, Eugène’em Olivierem, Hermanem Bergerem, Bernardem Gravierem i Jeanem Sternem zwyciężył w szpadzie drużynowej. W turnieju indywidualnym odpadł w drugiej rundzie. Były to jego jedyne starty olimpijskie.
Nie zdobył medalu mistrzostw świata.